# 후쿠오카 은행
후쿠오카 은행(福岡銀行 후쿠오카긴코[*])은 일본의 지방은행이다.